# Чонып
Чоны́п (кор. 정읍시?, 井邑市?, Jeongeup-si) — город в провинции Чолла-Пукто, Южная Корея. В городе родился Сон Хонгю (кор. 손홍규; род. 1975), южнокорейский писатель.

## Города-побратимы
Чонып является городом-побратимом следующих городов:
- Чонногу, Сеул, Республика Корея
- Сачхон, провинция Кёнсан-Намдо, Республика Корея
- Сокчхо, провинция Канвондо, Республика Корея
- Сусён-ку, Тэгу, Республика Корея
- Сюйчжоу, провинция Цзянсу, Китай
- Нарита, префектура Тиба, Япония